# Manuel de Herrera
Manuel de Herrera (1635 - 31 de janeiro de 1689) foi um prelado católico romano que serviu como bispo de Durango (1686–1689).

## Biografia
Manuel de Herrera nasceu em Salamanca, Espanha, e foi ordenado sacerdote na Ordem dos Frades Menores. A 14 de março de 1686, foi escolhido pelo Rei da Espanha e confirmado a 13 de maio de 1686, pelo Papa Inocêncio XI, como Bispo de Durango. Serviu como Bispo de Durango até à sua morte a 31 de janeiro de 1689.